# Venäläissaari (ö i Kajanaland, Kehys-Kainuu, lat 64,44, long 29,56)
Venäläissaari är en ö i Finland. Den ligger i sjön Lipukkajärvi och i kommunen Kuhmo i den ekonomiska regionen  Kehys-Kainuu  och landskapet Kajanaland, i den centrala delen av landet, 500 km nordost om huvudstaden Helsingfors. Öns area är 0,2 hektar och dess största längd är 70 meter i sydöst-nordvästlig riktning.